# Don Cesare di Bazan (film 1915)
Don Cesare di Bazan (Don Caesar de Bazan) è un film muto del 1915 sceneggiato e diretto da Robert G. Vignola. La sceneggiatura si basa su Don César de Bazan, lavoro teatrale del 1844 di Philippe Dumanoir e Adolphe d'Ennery che, a sua volta, si ispira in parte al Ruy Blas di Victor Hugo, pubblicato in Francia nel 1838.

## Trama
Carlo II, re di Spagna, si incapriccia di una ballerina, Maritana, e il suo primo ministro, Don José, pensa di sfruttare la situazione per legare a sé la regina. Intima a Maritana di sposare Don Cesare di Bazan che si trova in carcere condannato a morte per un duello, così che la ballerina possa acquisire il suo titolo, diventare nobile e quindi amante del re. In questo modo tortuoso, Don José, si troverebbe nella posizione di poter confortare la regina Maria Luisa che, per rivalsa nei confronti del re, cadrebbe tra le sue braccia. Ma Don Cesare riesce a scampare all'esecuzione perché il suo amico Lazzarillo manomette le armi dei suoi giustizieri. Fingendosi morto, fugge e si mette all'inseguimento della carrozza di Don José che sta portando Maritana nella residenza da caccia del re. Dopo averla salvata, Don Cesare cerca la regina per chiederle protezione, trovandola invece alle prese con le sgradite attenzioni del primo ministro. I due uomini ingaggiano un duello nel quale Don José ha la peggio, restando ucciso. Bazan mostra la sua spada insanguinata al re che torna sui suoi passi e rinuncia a fare di Maritana la sua amante. La lascia libera e, poi, nomina Don Cesare governatore di Granada.

## Produzione
Il film fu prodotto dalla Kalem come Broadway Favorites Feature. Il set fu un vecchio forte spagnolo di St. Augustine che fu usato sia per le riprese in interni che in esterni.
L'attore Lawson Butt, protagonista del film, aveva ricoperto lo stesso ruolo anche a teatro.

## Distribuzione
Distribuito dalla General Film Company il film uscì nelle sale cinematografiche statunitensi il 26 luglio 1915 con il titolo originale Don Caesar de Bazan. Nel Regno Unito, venne distribuito con il titolo Maritana. In Danimarca, dove uscì il 23 febbraio 1916, con quello di Don Cæsar. In Italia, fu distribuito nel 1916 dalla Ferretti con il visto di censura 11866.
Non si conoscono copie ancora esistenti della pellicola che viene considerata presumibilmente perduta.